# GROS (ontwikkelingssamenwerking)
Gros of GROS is een letterwoord dat in Vlaanderen staat voor een Gemeentelijke Raad voor Ontwikkelingssamenwerking. Het is een adviesraad actief op het gebied van derdewereldzaken en de noord-zuidverhouding. In een klein aantal gemeenten heet hij Adviesraad voor Ontwikkelingssamenwerking of Derdewereldraad.

## Samenstelling en positie
Veel Vlaamse steden en gemeenten kennen een Gros, het precieze aantal is niet bekend. Ontwikkelingssamenwerking is in België een reguliere gemeentelijke taak. Veel steden en gemeenten hebben dan ook een schepen voor Ontwikkelingssamenwerking. Hij of zij neemt doorgaans deel aan de bijeenkomsten en activiteiten van de lokale Gros. Een Gros krijgt ambtelijke bijstand van wat wordt genoemd de ‘Noord-Zuid-ambtenaar’.
Een Gros is veelal samengesteld uit vrijwilligers die betrokken zijn bij mondiale vraagstukken en uit vertegenwoordigers van niet-gouvernementele organisaties op dat vlak. Dat kunnen lokale afdelingen zijn van 11.11.11, Oxfam-Wereldwinkels, Broederlijk Delen en Wereldsolidariteit, maar ook kleinere particuliere organisaties zoals bedrijven, kerken, vakbonden en scholen die alleen lokaal actief zijn op het gebied van ontwikkelingswerk. Deze laatste worden in Vlaanderen vierdepijlerorganisaties genoemd.
De Vereniging van Vlaamse Steden en Gemeenten stelt vast dat lokale besturen ‘meer en meer in de belangstelling staan van andere overheden als nieuwe en belangrijke speler op het terrein van ontwikkelingssamenwerking. Zowel de Vlaamse, de federale overheid en de Europese Unie bieden ondersteuning aan de lokale besturen om het beleidsdomein ‘ontwikkelingssamenwerking’ uit te bouwen.’

## Activiteiten
Een Gros adviseert het gemeentebestuur over zijn noord-zuidbeleid, zoals een duurzaam inkoopbeleid (bijvoorbeeld van gecertificeerde thee en koffie en van werkkleding die onder behoorlijke arbeidsomstandigheden is gefabriceerd). Een Gros pleit er vaak voor om 0,7% van de gemeentebegroting aan ontwikkelingssamenwerking te besteden, een internationaal geldend streefcijfer.
Een Gros is ook vaak de initiatiefnemer voor de aanvraag van de status van FairTradeGemeente, een predicaat dat (op initiatief van onder meer de organisatie achter het Max Havelaar-keurmerk) wordt verleend als er lokaal voldoende draagvlak bestaat voor eerlijke handel. Naast adviseren van het gemeentebestuur is ook uitvoeren een Gros-taak. Bijvoorbeeld door plaatselijke sensibiliseringsacties en vormingswerk mogelijk te maken. Een Gros adviseert over of verleent soms ook subsidies aan activiteiten en kleinschalige projecten in ontwikkelingslanden. Ook bij het verlenen van financiële noodhulp door de gemeente aan een door een natuurramp getroffen regio is een Gros doorgaans nauw betrokken. Gemeenten verlenen die buitenlandse hulp zelden rechtstreeks - daar zijn zij niet voor toegerust - maar veeleer door tussenkomst van internationaal opererende hulporganisaties die daarin wel gespecialiseerd zijn. Ook het ondersteunen van een bezoek door een groep jongeren aan een derdewereldland, zogeheten 'inleefreizen', kan behoren tot het takenpakket van een Gros. Er zijn ook gemeenten die al dan niet via een Gros een jumelage- of stedenband contacten onderhouden met een partner in het Zuiden.

## Trivia
- Een samenwerkingsverband van de Nederlandse gemeenten Apeldoorn en Deventer wordt ook aangeduid met het letterwoord GROS: gemeentelijk regionaal ondernemerssteunpunt.
- Een gros is ook een telwoord voor 144 stuks.